# Fidélité (film, 2019)
Pour les articles homonymes, voir Fidélité.
Pour plus de détails, voir Fiche technique et Distribution.
Fidélité (Верность, Vernoct) est un film russe réalisé par Niguina Saïfoullaeva, sorti en 2019.

## Fiche technique
- Titre original : Верность, Vernoct
- Titre français : La Fidélité
- Réalisation : Niguina Saïfoullaeva
- Scénario : Lioubov Moulmenko et Niguina Saïfoullaeva
- Costumes : Ouliana Polianskaya
- Photographie : Mark Ziselson
- Montage : Vadim Krasnitski
- Pays d'origine : Russie
- Format : Couleurs - 35 mm - 2,35:1
- Genre : drame
- Durée : 82 minutes
- Dates de sortie :
  - Russie : 13 juin 2019 (Kinotavr 2019), 31 octobre 2019 (sortie nationale)

## Distribution
- Evguenia Gromova (be-tarask) : Lena, la femme
- Alexandre Pal : Sergueï, le mari
- Marina Vasileva : Katya, l'actrice
- Alexeï Agranovitch : Ivan, le collègue de Lena

## Distinctions

### Récompenses
- Kinotavr 2019 : Prix spécial du jury[1],[2]
- Festival international du film de Transylvanie 2020 : Prix de la meilleure interprétation pour Evguenia Gromova[3].